# Abbi dubbi LIVE!
Abbi dubbi LIVE! è il terzo video del cantautore italiano Edoardo Bennato, pubblicato nel 1991 in VHS dall'etichetta Virgin Music e distribuito dalla Edizioni musicali Cinquantacinque.

La videocassetta, la cui copertina richiama quella del long playing Abbi dubbi distribuito due anni prima, contiene i video di tutti i brani dell'omonimo album tranne il brano Sogni.

Il videoclip Zen è stato girato nell'omonimo quartiere di Palermo.

Il VHS è stato rimasterizzato su DVD dalla Cheyenne Records.

## Tracce
Testi e musica sono di Edoardo Bennato tranne dove diversamente indicato.
1. Abbi dubbi
2. Vendo Bagnoli
3. La chitarra
4. La luna
5. Viva la mamma
6. Mergellina
7. Ma quale ingenuità
8. Zen
9. Stasera o mai

## Formazione
- Edoardo Bennato (voce, chitarra, armonica)
- Roberto Melone (basso)
- Mauro Negri (sax)
- Luciano Ninzatti (chitarra)
- Silvio Pozzoli (voce)
- Michael Rosen (sax)
- Pino Scagliarini (tastiere)
- Mauro Spina (batteria)

## Produzione
- Video di: Giacomo De Simone[1]
- Video di Viva la mamma: Egidio Romio
- Produzione esecutiva: Franco De Lucia
- Ingegnere del suono: Giorgio Darmanin
- Road manager: Sandro Frascogna, Pino Prosperi